# Саврас, Эмма Станиславовна
Эмма Станиславовна Савра́с  (в девичестве — Макаревич;  род. 11 апреля 1995, Гродно, Гродненская область, Республика Беларусь) — белорусская шашистка, специализирующаяся в игре на малой доске (русских шашках). Имеет звание международного мастера (WIM). По состоянию на 1 января 2023 года занимала 8-е место в мировом рейтинге МФШ (IDF) по русским шашкам среди женщин.
Нынешний тренер — белорусский шашист из Гродно, неоднократный призёр Чемпионатов Беларуси по русским шашкам среди мужчин в классической игре, бронзовый призёр Командного чемпионата мира по русским шашкам в классической игре (2018, Kranevo, Bulgaria), победитель  Командного чемпионата мира по русским шашкам в молниеносной игре (2018, Kranevo, Bulgaria), международной мастер Сергей Владимирович Садовский.

## Международные спортивные достижения
Бронзовая призёрка Чемпионата Европы по русским шашкам среди женщин в классической игре (2021, Jogeva, Estonia).
Также двукратная вице-чемпионка Молодёжных чемпионатов мира по русским шашкам среди юниорок G23/G26 в классической игре (2018, Kranevo, Bulgaria; 2017, Kranevo, Bulgaria), вице-чемпионка Молодёжного чемпионата мира по русским шашкам среди юниорок G23/G26 в молниеносной игре (2018, Kranevo, Bulgaria), бронзовая призёрка Молодёжного чемпионата мира по русским шашкам среди студентов (юниорок до 27 лет) в молниеносной игре (2018, Kranevo, Bulgaria), бронзовая призёрка Чемпионата Европы по шашкам-64 среди юниорок в классической игре (2013, Pinsk, Belarus), бронзовая призёрка Чемпионата Европы по шашкам-64 среди юниорок в молниеносной игре (2013, Pinsk, Belarus).
Победительница в составе команды Беларуси в общем командном зачете Молодёжного чемпионата мира по русским шашкам (2018, Kranevo, Bulgaria), а также победительница в составе команды Беларуси в командном зачете среди команд девушек Молодёжного чемпионата мира по русским шашкам (2018, Kranevo, Bulgaria). Вице-чемпионка в составе команды Беларуси в общем командном зачете Молодёжного чемпионата мира по шашкам-64 (2012, Balchik, Bulgaria), а также вице-чемпионка в составе команды Беларуси в командном зачете среди команд девушек Молодёжного чемпионата мира по шашкам-64 (2012, Balchik, Bulgaria).
Чемпионка «Открытого Кубка Союзного государства» по шашкам-64 в быстрой игре (2022, Minsk, Belarus), а также бронзовая призёрка «Открытого Кубка Союзного государства» по шашкам-64 в молниеносной игре (2022, Minsk, Belarus).

## Позиция в мировом рейтингеМФШ (IDF)среди женщин по шашкам-64
| Дата          | Позиция    | Звание | Рейтинг | Рейтинг-лист |
| ------------- | ---------- | ------ | ------- | ------------ |
| На 01.01.2025 | 14         | WIM    | 2234    | [ 4 ]        |
| На 01.01.2024 | 14         | WIM    | 2211    | [ 5 ]        |
| На 01.01.2023 | 8          | WIM    | 2241    | [ 6 ]        |
| На 01.01.2022 | 17         | WIM    | 2182    | [ 7 ]        |
| На 01.01.2021 | 39         | WFM    | 2131    | [ 8 ]        |
| На 01.01.2020 | вне ТОП-50 | WFM    | 2092    | [ 9 ]        |
| На 01.01.2019 | вне ТОП-50 | MFF    | 2092    | [ 10 ]       |

## Национальные спортивные достижения
Победительница Чемпионата Беларуси по русским шашкам среди женщин в классической игре (2024, Minsk, Belarus), двукратная вице-чемпионка Чемпионатов Беларуси по русским шашкам среди женщин в классической игре (2022, Minsk, Belarus; 2020, Minsk, Belarus), бронзовая призёрка Чемпионата Беларуси по русским шашкам среди женщин в классической игре (2014, Minsk, Belarus).
Эмма Савра́с в составе команды Гродненской области является неоднократной победительницей и призёркой Кубков Беларуси среди мужчин и женщин по русским шашкам и международным шашкам .
Победительница Первенства Республики Беларусь по шашкам-64 среди девушек 1992-98 гг.р. в молниеносной игре (2018, Gomel, Belarus). Кроме того, неоднократная призёрка Первенств Республики Беларусь по шашкам-64 среди юниорок в классической и молниеносной играх, бронзовая призёрка Первенства Республики Беларусь по шашкам-100 среди юниорок в классической игре (2012, Minsk, Belarus).

## Образование, работа и общественная жизнь
Эмма является лауреатом областной премии имени Александра Иосифовича Дубко за высокие достижения в учебной деятельности, активное участие в общественной жизни (2013 год). В 2014 году окончила УО «Гродненский государственный политехнический колледж» с присвоением квалификации «техник-строитель». В 2019 году получила диплом о высшем образовании, завершив обучение в УО «Гродненский государственный университет имени Янки Купалы» по специальности «Промышленное и гражданское строительство». В 2021 году ей была присвоена академическая степень магистра по специальности «Экономика» с профилизацией «Экономика и управление на предприятии» по итогам успешного окончания обучения в названном ранее университете.
Эмма Станиславовна постоянно проживает и работает в областном центре Гродно. На 2025 год белорусская шашистка является сотрудницей филиала «Гродненские тепловые сети» РУП «Гродноэнерго».